# نمسیس ۱۲۸
سیارک ۱۲۸ (به انگلیسی: 128 Nemesis) صد و بیست و هشتمین سیارک کشف شده‌است که در ۲۵ نوامبر ۱۸۷۲ کشف شد.
قدر مطلق سیارک برابر ۷٫۴۹ است.